# Решетов, Николай Антонович
Николай Антонович Решетов (1903, с. Сурава, Тамбовская губерния — январь 1983, Харьков, УССР, СССР) — советский деятель органов государственной безопасности. Депутат Верховного Совета УССР 2-3-го созывов.

## Биография
Родился в семье крестьянина-бедняка. С малых лет батрачил в помещичьих имениях. В 1920 году вступил в комсомол.
В феврале 1920 — январе 1921 г. — член сельскохозяйственной коммуны села Урюпино Алейского уезда Алтайской губернии. В январе — мае 1921 г. — ученик курсов огородников в городе Барнауле. В мае — октябре 1921 г. — ученик губернской совпартшколы в городе Барнауле.
В октябре 1921 — апреле 1922 г. — инструктор волостного комитета комсомола (РКСМ) села Косихино Алтайской губернии. В апреле — сентябре 1922 г. — секретарь сельскохозяйственной коммуны села Урюпино Алтайской губернии. В сентябре 1922 — мае 1923 г. — опять ученик губернской совпартшколы в городе Барнауле.
Член РКП(б) с марта 1923 года.
В мае — августе 1923 г. — помощник продовольственного инспектора Барнаульского уездного продовольственного комитета.
В августе 1923 — октябре 1924 г. — агент Транспортного отдела ОГПУ в городе Барнауле. В октябре 1924 — ноябре 1925 г. — экспедитор фельдсвязи Полномочного представительства ОГПУ в городе Ташкенте.
В ноябре 1925 — феврале 1926 г. — красноармеец учебного полка пограничных войск в городе Ташкенте. В феврале — августе 1926 г. — красноармеец 46-го пограничного отряда в поселке Серахс. В августе 1926 — мае 1928 г. — помощник уполномоченного 46-го пограничного отряда в городе Ашхабад. В мае 1928 — декабре 1930 г. — помощник уполномоченного 45-го пограничного отряда в городе Мерв Туркменской ССР. В декабре 1930 — августе 1931 г. — уполномоченный комендатуры 45-го пограничного отряда в городе Тахта-Базар Туркменской ССР.
В августе 1931 — апреле 1932 г. — курсант Высшей пограничной школы ОГПУ в Москве.
В апреле — июле 1932 г. — уполномоченный 68-го пограничного отряда в городе Тахта-Базар. В июле 1932 — марте 1935 г. — комендант 45-го пограничного отряда в поселке Серахс Туркменской ССР.
В марте 1935 — сентябре 1937 г. — инспектор оперативного отдела Управления пограничной и внутренней охраны НКВД Туркменского округа в городе Ашхабаде. В сентябре 1937 — апреле 1940 г. — начальник отделения оперативного отдела Управления пограничных и внутренних войск НКВД в городе Ашхабаде.
В апреле — октябре 1940 г. — начальник отделения 5-го отдела Управления пограничных войск НКВД Украинского округа в городе Киеве. В октябре 1940 — апреле 1941 г. — старший оперуполномоченный Главного управления пограничных войск НКВД СССР. В апреле — октябре 1941 г. — заместитель начальника отделения разведывательного отдела Главного управления пограничных войск НКВД СССР.
В октябре — декабре 1941 г. — заместитель начальника 4-го отдела НКВД Украинской ССР в городе Ворошиловграде. В декабре 1941 — апреле 1942 г. — заместитель начальника 4-го отдела НКВД Украинской ССР в селе Меловое Ворошиловградской области. В апреле — июле 1942 г. — заместитель начальника 4-го Управления НКВД Украинской ССР в городе Ворошиловграде. В июле — августе 1942 г. — заместитель начальника 4-го Управления НКВД Украинской ССР в городе Сталинград, РСФСР. В августе 1942 — январе 1943 г. — заместитель начальника 4-го Управления НКВД Украинской ССР в городе Энгельс, РСФСР. В январе — августе 1943 г. — заместитель начальника 4-го Управления НКВД-НКГБ Украинской ССР в городе Калач, РСФСР. В августе 1943 — феврале 1944 г. — заместитель начальника 4-го Управления НКГБ Украинской ССР в городе Харькове, затем в Киеве. В феврале — марте 1944 г. — начальник Управления НКГБ УССР в городе Костополе Ровенской области.
В марте 1944 — ноябре 1951 г. — начальник Управления Народного комиссариата-Министерства государственной безопасности УССР по Черновицкой области.
В ноябре 1951 — марте 1953 г. — начальник Управления Министерства государственной безопасности УССР по Ровенской области. В 1952 году окончил 4 курса заочного отделения Черновицкого государственного университета.
В апреле — июне 1953 г. — начальник Управления Министерства внутренних дел УССР по Закарпатской области. В июле — сентябре 1953 г. — начальник Управления Министерства внутренних дел УССР. В сентябре 1953 — июне 1954 г. — начальник Управления Министерства внутренних дел УССР по Харьковской области.
В июне 1954 — сентябре 1961 г. — начальник Управления Комитета государственной безопасности УССР по Харьковской области.
В сентябре 1961 — декабре 1968 г. — заместитель начальника предприятия п/я № 67 в городе Харькове. В декабре 1968 — октябре 1970 г. — пенсионер в Харькове. В октябре 1970 — июле 1971 г. — начальник 1-й части Украинского заочного политехнического института (УЗПИ) в Харькове.
С июля 1971 г. — на пенсии в городе Харькове.

## Звание
- капитан (20.07.1936)
- майор (29.11.1938)
- подполковник
- полковник государственной безопасности (9.10.1944)

## Награды
- орден Ленина (25.07.1949)
- орден Трудового Красного Знамени (23.01.1948)
- три ордена Красного Знамени (3.11.1944, 18.05.1945, 5.11.1954)
- два ордена Отечественной войны 1-й ст. (5.11.1944, 29.10.1948)
- орден Красной Звезды (20.10.1944)
- 8 медалей
- заслуженный работник НКВД (28.01.1944)